# 朱棡
朱 棡（しゅ こう、至正18年11月18日（1358年12月18日）- 洪武31年3月12日（1398年3月30日））は、明の皇族。
明の太祖洪武帝の三男。母は正妻の馬皇后。同母兄に皇太子の朱標と朱樉。同母弟に第3代皇帝となった永楽帝朱棣と朱橚。他異母弟多数。正妃は謝成の娘。子は朱済熺・朱済熿。

## 概要
幼い頃より聡明で、宋濂や杜環らに師事した。洪武3年（1370年）に父より晋王に封じられ、洪武11年（1378年）に太原に赴任した。長い髭を蓄えて威厳があった智勇兼備の名士だったが、性格は傲慢で問題があったという。その傲慢さを示す逸話は数多くあり、封国の太原に赴く際には20年以上にわたって仕えた料理人に対して鞭で叩きまくるなどの拷問を行なったり、父の命令や法を平気で無視したりしたと伝わっている。このため洪武帝に対して朱棡の謀反を讒言する者も多くおり、それを信じた洪武帝は洪武22年（1389年）に朱棡を南京に召還して処罰しようとした。しかし長兄の朱標が懸命に弁護したため許され、以後は行動を改めて温厚な人物になったという。
洪武23年（1390年）からはすぐ下の同母弟である朱棣と共に北元などのモンゴル戦争に関する軍権を任され、朱棣に劣らぬ目覚しい活躍を見せたという。洪武31年（1398年）に死去。享年41。

## 家族

### 子
1. 晋定王 朱済熺
2. 高平懐簡王 朱済燁
3. 平陽王 朱済熿
4. 慶成荘恵王 朱済炫
5. 寧化懿簡王 朱済煥
6. 永和昭定王 朱済烺
7. 広昌悼平王 朱済熇

### 女
- 容城郡主